# Danske soldater til Gaza
|  | Denne artikel er oprettet af botten Steenthbot ud fra en ekstern database. Den kan derfor have sproglige fejl eller mangler. Denne skabelon kan fjernes efter kontrol af indholdet. |

Danske soldater til Gaza er en dansk dokumentarisk optagelse fra 1957.

## Handling
Danske soldater i Kastrup Lufthavn på vej på fredsmission for FN i Gaza, Palæstina.